# Floodland
Floodland ist das zweite Musikalbum der britischen Band The Sisters of Mercy. Es wurde 1987 veröffentlicht und war der kommerzielle Durchbruch für die Band.

## Vorgeschichte

### Auflösung der Band
Nach der Veröffentlichung des ersten Albums First and Last and Always im März 1985 plante der Sänger Andrew Eldritch zunächst, mit der Band eine ABBA-Coverversion als Single aufzunehmen und versuchte, dafür Jim Steinman als Produzenten zu gewinnen: „Angerufen habe ich ihn schon [1985], als die Band "Gimme Gimme Gimme" im Repertoire hatte, und ich erzählte ihm von dem Song und daß unsere Version absolut 'stupid' klingen musste. Er war ganz meiner Meinung, hatte aber zuwenig Zeit. Dann löste sich die Band auf.“
Das Ende der Band kam während der Vorbereitungen zur zweiten LP im Oktober 1985. Eldritch: „Das nächste Sisters-Album sollte 'Left on Mission and Revenge' heißen.“
Eldritch, der das Album nun als Solokünstler realisieren wollte, rief noch am selben Tag die Bassistin Patricia Morrison an, die sich gerade mit ihrer Band Fur Bible auf Großbritannientour mit Siouxsie and the Banshees befand, und bat sie mit ihm zusammenzuarbeiten. Morrison: „An dem Tag, an dem bei ihnen alles auseinanderfiel, rief er mich an und sagte 'Würdest du das machen?' Und ich sagte ja. […] Wir hatten aber noch ein paar Touren geplant, also wartete ich solange, bis das erledigt war, und stieg dann aus.“
Die Auflösung der Band wurde in der Musikpresse am 2. November 1985 bekanntgegeben: „The Sisters of Mercy bestehen seit dieser Woche nur noch aus Andrew Eldritch und seinem getreuen Drumcomputer Doktor Avalanche, nachdem Gitarrist Wayne Hussey und Bassist Craig Adams die Band verlassen haben. Obwohl dies Studiopläne für eines neues Album diesen Monat zunichte gemacht hat, will Andrew jetzt dieses Album im neuen Jahr aufnehmen und könnte dabei Wayne als Sessiongitarrist einsetzen. […] Andrew hat außerdem Patricia Morrison, momentan bei Fur Bible, gebeten auf dem Album mitzuwirken, es ist aber noch nicht bekannt, ob Andrew unter dem Namen Sisters of Mercy weitermachen wird.“
Andrew Eldritch gab später an, dass er nicht vorgehabt hatte, unter dem alten Bandnamen weiterzumachen: „Für mich war erst mal Schluß mit der Band.“ „Als wir getrennte Wege gingen, einigten die Leute, die jetzt The Mission sind, und ich uns darauf, daß niemand den Bandnamen weiterbenutzt.“

### The Sisterhood undThis Corrosion
Am 20. Januar 1986 veröffentlichte Andrew Eldritch die Single Giving Ground unter dem Namen The Sisterhood, auf der der mit ihm befreundete Musiker James Ray sang.
Ende Februar 1986 gab das Merciful Release-Label eine Presseerklärung heraus, in der das „in Kürze erscheinende Andrew Eldritch-Album“ angekündigt wurde, „das einige Monate lang den Arbeitstitel 'Left on Mission and Revenge' trug.“
Dieses Soloalbum, letztlich Gift genannt, brachte Eldritch im Juli 1986 wieder unter dem Namen The Sisterhood heraus. Auf diesem Album, das in den Fairview Recording Studios in Hull aufgenommen worden war und auf dem Eldritch aus vertraglichen Gründen nicht selbst sang, arbeitete Patricia Morrison zum ersten Mal mit Eldritch zusammen, auch wenn ihr einziger gesicherter Beitrag nur eine gesprochene Passage auf dem Track Jihad war.
Das Album erwies sich als finanzieller Misserfolg und wurde in der Musikpresse gnadenlos verrissen, Eldritch verlor infolgedessen seinen Vertrag mit dem Musikverlag von RCA Records, RCA Music Limited.
Eine geplante The-Sisterhood-Maxi-Single mit dem Titel This Corrosion, von der die britische Sounds am 20. Februar 1986 berichtet hatte, dass sie „bald in den Läden sein wird, mit denselben Musikern und außerdem einem mysteriösen und bislang ungenannten amerikanischen Sänger“, war zwar in den Fairview Recording Studios mit Alan Vega bereits aufgenommen worden, blieb aber unveröffentlicht.
James Ray: „Wir arbeiteten wochenlang an einer zweiten The-Sisterhood-Single, 'This Corrosion', aber Eldritch beschloß schließlich, daß er den Song benutzen wollte, um die Sisters neu zu starten.“

## Vorbereitung des Albums
Nach dem „Sisterhood-Fiasko“ beschloss Eldritch, wieder den Namen The Sisters of Mercy zu verwenden: „Ich glaube, das Ganze hatte ein schlechtes Licht auf den Namen The Sisters of Mercy geworfen, und allein schon deswegen war es Zeit, ihn wiederzubeleben.“ „Wenn ich es noch so versucht hatte, den Namen wäre ich nicht losgeworden. Aber ich sah auch keinen Sinn darin, ihn zu wechseln. Ich schreibe die Songs noch immer auf die gleiche Weise und nehme sie auch genau so auf wie früher.“
Eldritch, der 1985 erst nach Bramfeld und dann nach St. Pauli gezogen war, begann in Hamburg ein neues WEA-Album zu komponieren. Die Demos wurden hauptsächlich mit einem Casio-CZ-101-Synthesizer, akustischen Gitarren und einem neuen Drumcomputer angefertigt: „Als 'Floodland' geschrieben wurde, gab Andrew alles verfügbare Geld für einen Computer und einen Sequenzer aus und suchte nach einem erschwinglichen MIDI-Drumcomputer mit einem schmissigen Snare-Sound. Also schaffte er sich einen Yamaha RX5 wegen des Snare-Sounds an (die Bassdrum klang ebenfalls ziemlich schmissig) und komponierte das Album damit.“
Mit Ausnahme von This Corrosion nahm Eldritch in Hamburg 1986 von sämtlichen Floodland-Songs Demoversionen auf, die ab 1988 auf dem Bootlegmarkt auftauchten. Zusätzlich existiert ein etwa siebenminütiges Instrumentalstück ohne Titel, das in demselben Stil wie der spätere Vision-Thing-Song I Was Wrong komponiert ist und unveröffentlicht blieb.
Laut Eldritch war Patricia Morrison am Songwriting nicht beteiligt: „Die Scheibe war eigentlich das volle Soloalbum. Meine damalige Partnerin Patricia Morrison hatte offenbar Kreativitätsstau. Sie lieferte weder Songideen noch konnte ich sie dazu bewegen, ihren Bass in die Hand zu nehmen.“ Merciful-Release-Büroleiter Boyd Steemson: „Ihr musikalischer Beitrag war eher minimal.“
Eldritch bestritt später, dass seine Art Songs zu schreiben sich im Vergleich zu früher geändert habe: „'This Corrosion' klingt wie 'Temple of Love' II, '1959' klingt wie 'Afterhours' part 2. Ich sehe da keinen Bruch zu früher, keine wirklich neue Entwicklung. Ich finde, daß ich da weitergemacht habe, wo ich aufgehört habe.“
Eldritch lizenzierte die Songs an den Musikverlag SBK Songs Limited (heute Teil von EMI Music Publishing) und begann Verhandlungen mit seiner Plattenfirma WEA.
Ausgangspunkt war der Song This Corrosion, für den Eldritch von vornherein Jim Steinman als Produzenten vorsah: „Als ich 'This Corrosion' hatte, dachte ich sofort an ihn.“ „Steinman ist der Mann für Übertreibungen. Es war die erste Sisters-Platte seit Jahren, also mußte etwas wirklich Besonderes her.“ „Um Steinman 'Corrosion' schmackhaft zu machen, sagten wir ihm, daß es wie der Höhepunkt eines Discoabends bei den Borgias klingen sollte, und da ist er voll drauf abgefahren.“
Eldritch wollte außerdem mit Steinman zusammenarbeiten, weil er seine Plattenfirma dazu bringen wollte, ihm ein möglichst großes Budget zur Verfügung zu stellen: „Einer der Gründe, warum ich Jim Steinman nahm, ist, wenn er der Plattenfirma sagt 'Wir wollen Chöre, und ihr müßt das sofort bezahlen' dann schieben sie einfach das Geld rüber. Wenn ich frage, heißt es sofort 'Was hat er wohl wirklich mit dem Geld vor?'“
Laut Boyd Steemson handelte der Chef von Warners A&R-Abteilung, Max Hole, für die Band ein 50.000 Pfund-Budget für This Corrosion aus: „Wir wußten, daß wir mit 'This Corrosion' etwas in der Hand hatten. Max ging in ein Meeting wegen eines Budgets von 50.000 Pfund. […] Die Plattenfirma sagte 'Also 50.000 Pfund, das ist doch nicht schlecht für ein Album', und Max sagte 'Nein, das brauchen wir für einen Song!'“

## Aufnahmesessions

### New York 1987
Die Aufnahmen zu This Corrosion und Dominion/Mother Russia begannen im Januar 1987 in New York.
Steinman und Eldritch benutzten das Power Station Studio in Manhattan, wo sie mit dem Tontechniker Larry Alexander zusammenarbeiteten. Alexander: „Ich habe die beiden Jim Steinman-Tracks in der Power Station in New York aufgenommen und war am Ende auch Co-Produzent von 'Dominion/Mother Russia'.“
Auf beiden Songs setzte Steinman sechs Background-Sänger und 40 Mitglieder der New York Choral Society ein. Eldritch: „Wir hatten einen Haufen Leute auf der Platte und machten damit einen Riesenlärm. So viele Leute hatten wir noch nie auf einer Platte. Warum? Keine Ahnung. Für uns war das damals eine gute Idee, daß vierzig Leute auf einmal singen. Ich hab keine Ahnung warum. […] Jedes Mal, wenn man denkt 'Sollen wir wirklich soweit gehen?' und zu Jim sagt 'Jim, bist du dir da sicher?', und jeder andere sagen würde 'Mach das nicht!', sagt Jim 'Noch mehr! Noch mehr! Mehr Leute, mehr Gesang!' Und es funktioniert.“
Laut Eldritch konzentrierte Steinman sich bei der Produktion größtenteils auf die Chorgesänge: „Man muß allerdings sagen, daß er weder zur Komposition noch zum Arrangement [der Songs] etwas beigetragen hat. […] Einer der Gründe, warum er nur die Hälfte von 'Dominion' produziert hat, ist, daß er sich kaum für Schlagzeug, Bass, Gitarren interessiert. Er beschäftigt sich eben mit Background-Stimmen und Chören.“

### England 1987
Der Rest des Albums wurde in England aufgenommen.
Zuerst arbeitete Eldritch mit einem unbekannten Produzenten zusammen: „Ich hatte einen Produzenten, aber den mußte ich feuern. Deswegen habe ich alles selber gemacht, das war sehr anstrengend.“
Stattdessen rief Eldritch in New York an und engagierte Larry Alexander als Co-Produzenten: „Ich wurde dann eingeladen nach England zu kommen und den Rest des Albums zu koproduzieren. Ich glaube, das erste Studio hieß Strawberry Studios in Manchester. Wir haben eine ganze Zeitlang dort gearbeitet und fuhren dann nach Bath in ein Studio namens The Wool Hall. Danach kamen die AIR Studios in London, wo wir die Endbearbeitung machten.“
Als Studiotechniker betreute Roy Neave die Aufnahmen, der sonst in den Fairview Recording Studios in Hull arbeitete. Eldritch wollte ursprünglich dessen Kollegen, den Tontechniker John Spence (der 1986 bereits mit The Sisterhood arbeitete), verpflichten, der aber andere Verpflichtungen hatte und Neave als Ersatz empfahl. Neave hatte bereits als Produzent mit der Merciful-Release-Band James Ray and the Performance gearbeitet.
Außer den restlichen Songs des Albums wurde noch eine lange Version von Never Land (erst 2006 veröffentlicht) aufgenommen. Eldritch sang außerdem noch eine eigene Version des The-Sisterhood-Stücks Colours ein, das zu diesem Zweck etwas remixt und gekürzt wurde.

## Veröffentlichungen

### This-Corrosion-Single September 1987
Als erste Single des Albums wurde This Corrosion ausgewählt, obwohl Eldritch anfangs für Dominion war.
WEA Records stellten für ein aufwändiges Video ein Budget von mehr als 50.000 Pfund zur Verfügung. Das Video, in dem außer Models der Ugly Enterprises Ltd. auch einige Freunde der Band als Komparsen mitwirkten, spielt in den Ruinen Londons nach einem Atomschlag und wurde unter der Leitung des Regisseurs Stuart Orme gedreht. Patricia Morrison: „'This Corrosion' wurde in Wapping in einem Lagerhaus oder Filmstudio gedreht. Wir hatten geplant, in Kasachstan in der Sowjetunion zu drehen, aber zu der Zeit verhandelte die russische Plattenfirma Melodija gerade mit dem Westen über Videorechte. Man erlaubte uns die Einreise nicht, weil das die Verhandlungen gestört hätte.“
Die Single wurde am 18. September 1987 veröffentlicht. Die einzelnen Formate (Single, Maxi-Single, CD-Single und Cassette) enthielten alle unterschiedliche Mixe des Songs, was Eldritch so erklärte: „Eigentlich wollte ich die lange Version, für mich mußte der Song so sein. Aber die Firma hatte Einwände, und so verbrachte ich ein Wochenende am Mischpult. Als mir dann die Drei-Minuten-Version am besten gefiel, dachte ich mir, besser noch eine mittlere zu machen. Der LP-Mix gleicht der langen Version, es wird nur früher geblendet. Die Cassetten-Version ist anders, weil Jim unbedingt auch noch einen Mix machen wollte. Er konzentriert sich mehr auf die kleinen Versatzstücke.“
Die B-Seite der Single enthielt den Song Torch, auf dem Eldritch sämtliche Instrumente selbst spielte und den er auch selbst produziert hatte. Torch war 1985 für das geplante Album Left on Mission and Revenge geschrieben worden. Die Maxi-Single enthielt zusätzlich Eldritchs Version des The-Sisterhood-Songs Colours.
In Großbritannien erreichte die Single Platz 7. Eldritch und Morrison, unterstützt durch Mitglieder der befreundeten Band James Ray and the Performance, traten in den Fernsehchartshows Top of the Pops und The Roxy zum Vollplayback auf.
In den USA kam sie zwar nicht in die Billboard Hot 100, erreichte aber am 19. Dezember 1987 Platz 38 in den Billboard-Clubplay-Charts.
In Deutschland kam die Single, gepusht durch einen Auftritt Eldritchs bei Formel Eins, erst im November 1987 in die Singlecharts, wo sie sich 16 Wochen hielt und Platz 17 erreichte.

### Floodland-Album November 1987
Am 13. November 1987 wurde das Album Floodland durch WEA Records veröffentlicht und kam in fast jedem Land bei meist positiven Pressekritiken in die Albumcharts.
Patricia Morrisons Name war auf der Platte nirgendwo zu finden, obwohl sie auf dem Cover abgebildet war, sie erschien lediglich unter ihrem Geburtsnamen Anne Rainone in der "Thanks"-Liste auf der Platteninnenhülle. Morrison spielte diesen Umstand in Interviews herunter: „Wenn man sich Sisters-Platten anschaut, stehen die Namen von denjenigen, die darauf spielen, sonst auch nicht drauf. Andrew schreibt die Songs, deshalb gibt es keinen Grund, jemand anderen zu nennen. Mir war das vollkommen klar, als das Album herauskam, ich hätte aber nicht erwartet, daß das bei einigen Leuten für Verwirrung sorgen würde. Wer die ganze Presse, die wir gemacht haben, nicht mitbekommen hat, wüßte auch gar nicht, daß ich überhaupt in der Band bin.“
In Großbritannien erreichte Floodland in den Albumcharts Platz 7. Allein die Vorbestellungen reichten aus, um dem Album mit 60.000 verkauften Einheiten bereits am Erscheinungstag Silberstatus zu sichern, Goldstatus mit 100.000 verkauften Einheiten erreichte es am 11. März 1988. Laut Eldritch hatte das Album die hohen Produktionskosten im Jahre 1989 wieder eingespielt.
In Deutschland, laut Eldritch für die Sisters der zweitgrößte Markt nach Großbritannien, stieg Floodland am 14. Dezember 1987 in die Albumcharts ein, wo es sich 20 Wochen hielt und Platz 32 erreichte. 1993 bekam es mit 250.000 verkauften Einheiten Goldstatus.
In den USA wurde Floodland am 11. Januar 1988 von Elektra Records veröffentlicht. Es erreichte am 12. März 1988 in den Billboard 200 zwar Platz 101, schaffte aber nicht den allgemeinen Durchbruch in den Mainstream wie im Rest der Welt.

### Dominion-Single Februar 1988
Als zweite Single wurde Ende Februar 1988 ein Remix von Dominion/Mother Russia veröffentlicht.
Angekündigt war die Single bereits im Dezember 1987, die Veröffentlichung verzögerte sich jedoch, weil Eldritch als richtige B-Seite im Januar 1988 eine Version des Hot-Chocolate-Hits Emma aufnahm, die für die Maxi-Single verwendet wurde.
Der Produzent Hugh Jones berichtete, „Der Großteil der Musik von 'Emma' wurde in den The Church Studios in Crouch End, Nordlondon, aufgenommen, letzte Overdubs und Endabmischung wurden in den Master Rock Studios (furchtbarer Name!) in Kilburn gemacht. Patricia hat rein technisch gesehen auf dem Track den Bass gespielt, es wurden aber jede Menge einzelne Parts herausgesampelt, umgestellt und dort eingefügt, wo wir sie hinhaben wollten. Ja, es stimmt tatsächlich, daß wir den Gesang in einer Konzerthalle aufnahmen. Andrew hatte mehrmals in der Vergangenheit versucht, 'Emma' aufzunehmen, er war vom Ergebnis aber nie so überzeugt wie von den Liveversionen. Also mieteten wir das Kilburn National Theatre und das Rolling-Stones-Mobilstudio, spielten den Track Andrew über die Bühnenanlage vor und nahmen einige Gesangs-Takes mit ihm auf der Bühne auf. Wir hatten Bühnenbeleuchtung, Trockeneis, alles, um eine Liveatmosphäre zu erzeugen (nur kein Publikum!). Das Endergebnis ist eine Collage einiger dieser Gesangs-Takes. Ziemlich aufwändig und ziemlich 80er-mäßig, vor allem für eine B-Seite!“
Die übrigen B-Seiten der Single wurden aus Schnipseln von Dominion wahrscheinlich unmittelbar vor dem Beginn der Dreharbeiten zum Video angefertigt. Sandstorm besteht aus den Saxofon- und Keyboard-Parts von Dominion, die zu einem stimmungsvollen kurzen Instrumentaltrack zusammengesampelt und -gemixt worden waren, der im Einleitungsteil des Videos verwendet wurde. Untitled ist eine zur Zeitlupe verlangsamte Instrumental-Sequenz aus Dominion. Die CD-Single enthielt Ozymandias, das einfach eine rückwärts abgespielte Version von Dominion war.
Das Video zu Dominion wurde im Februar 1988 im jordanischen Petra gedreht. Nach dem kommerziellen Erfolg von This Corrosion hatte WEA erneut ein Budget von 50.000 Pfund bewilligt und den Regisseur David Hogan engagiert, der nach viereinhalbmonatiger Vorbereitung das Video in zwei Drehtagen fertigstellte. Eldritch bezeichnete das Video als „Lawrence von Arabien Teil zwei.“
In Großbritannien erreichte die Single Platz 12. Eldritch und Morrison, unterstützt durch Mitglieder der befreundeten Band James Ray and the Performance, traten in den Fernsehchartshows Top of the Pops und The Roxy zum Vollplayback auf.
In den USA wurde die Single zwar nur als Promotion-Maxi-Single veröffentlicht, erreichte aber trotzdem am 18. Juni 1988 Platz 30 in den Billboard-Clubplay-Charts.
In Deutschland kam die Single nicht in die Charts.

### Lucretia-My-Reflection-Single Mai 1988
Als dritte und letzte Sisters-Single für die nächsten zweieinhalb Jahre wurde am 27. Mai 1988 ein Remix von Lucretia My Reflection veröffentlicht.
Da Eldritch im Frühjahr 1988 einen Monat in den Slaughterhouse Recording Studios in Driffield verbrachte, wurden der Single-Mix und der auf die doppelte Länge gesteckte Extended Mix wahrscheinlich während dieser Sessions angefertigt. Studiobesitzer Russell Webster: „Andrew Eldritch [war] einen ganzen Monat allein im Studio. Wir hatten eine Menge Spaß zusammen und ich war von seiner dynamischen Musik so angetan, daß ich dachte, so etwas müßte ich auch auf die Beine stellen.“ Patricia Morrison: „Der Remix ist die totale Übertreibung. Ich fand ihn gut, als ich ihn zum ersten Mal hörte, und ich finde ihn immer noch gut.“
Da im Songtext die Worte "Long Train" vorkommen, wurde als B-Seite naheliegenderweise das gleichnamige Sisters-Stück aus dem Jahre 1984 verwendet, das damals in 5000er Auflage als Flexidisc erschienen und mittlerweile zum Sammlerstück geworden war.
Das Video wurde diesmal mit dem Regisseur Peter Sinclair in Indien gedreht, unter anderem in einer Textilfabrik in Bombay. Zusätzlich wurde während des Indienaufenthalts ein Video zu 1959 gedreht. Eldritch hatte eine Weile mit der Idee gespielt, 1959 ebenfalls als Single herauszubringen.
Ende Mai 1988 führte The Sisters of Mercy den Song zu Vollplayback während des Pop-Festivals im Schweizer Montreux auf, das von BBC, MTV und TSR veranstaltet und weltweit im Fernsehen übertragen wurde. Wieder halfen Mitglieder von James Ray and the Performance bei diesem einzigen Auftritt vor großem Publikum während der Zeit von Floodland aus. Andrew Eldritch: „[Floodland] war nie dazu gedacht, live aufgeführt zu werden. Es wurde in dieser Form gemacht, weil Liveauftritte gar kein Thema waren.“ Merciful Release-Büroleiter Boyd Steemson: „Es war ein totaler Alptraum. Er brachte das 'Floodland'-Album heraus, […] und Andrew weigerte sich auf Tour zu gehen.“
In Großbritannien erreichte die Single Platz 20. Der Auftritt bei Top of the Pops am 16. Juni 1988 war das letzte Mal in den nächsten zwei Jahren, das die Sisters sich in der Öffentlichkeit zeigten.
In den USA wurde die Single zwar veröffentlicht, kam aber wieder nicht in die Billboard Hot 100. Sie erreichte am 20. August 1988 Platz 30 in den Billboard-Clubplay-Charts.
In Deutschland kam die Single nicht in die Charts.

### Shot-Video Oktober 1989
Andrew Eldritch: „Für mich persönlich war 1988 glaube ich das beste Jahr, denn 'Floodland' war rausgekommen und jedermann hatte uns davor abgeschrieben, und plötzlich hatten wir drei Singles draußen und waren drei mal bei 'Top of the Pops', was völlig unfaßbar ist für uns, und ich bin einfach für ein Jahr nach Hause gegangen und saß da in Hamburg und dachte 'Jawoll, gut, okay - vielen Dank auch!'“
Patricia Morrison: „Mit dem nächsten Album wollen wir wieder live auftreten, und um das so zu machen wie wir das vorhaben, braucht es eine Menge Aufwand und Zeit. Und bevor wir das in Angriff nehmen, wollen wir das nächste Album fertig haben.“
Im April 1989 begann mit dem neuen Gitarristen Andreas Bruhn die Arbeit am nächsten Album Vision Thing. Am 17. Juli 1989 ließ Eldritch für die Songs einen neuen Musikverlag Eldritch Boulevard Limited registrieren.
Im Oktober 1989 veröffentlichte WEA das VHS-Video Shot mit allen vier Promotion-Videos.
Im selben Monat trennte sich Eldritch von Patricia Morrison. Andrew Eldritch im Juni 1990: „Patricia ist unwiderruflich aus der Band ausgeschieden, letztes Jahr im Oktober. Patricia war in jeder Hinsicht gut; sie kann Baß spielen, sie hatte "Input", sie war eine große moralische Stütze für viele Jahre.“

## Instrumentierung
Im Unterschied zum vorangegangenen Album First and Last and Always, das auf konventionelle Art und Weise aufgenommen worden war, wurde Floodland vorwiegend mit Sequenzern am Computer zusammenmontiert.
Eldritch: „Wie cool es ist mit Computern zu arbeiten, habe ich 1987 bei den Aufnahmen zum Sisters-Album 'Floodland' gelernt.“
Eldritch bearbeitete die aufgenommenen Parts mit einem Voyetra Sequencer Plus, als Effektgerät diente ein Yamaha SPX-90, Speichermedium war ein Compaq-Portable-286-Computer.
Die Gitarren spielte Eldritch selbst, „ausgenommen das Solo auf 'This Corrosion', das Steinman einen seiner Freunde spielen ließ. […] Ich setze elektrische Gitarren ein, wenn ich ironisch sein will.“ Das Solo wurde von Sessionsgitarrist Eddie Martinez gespielt, der im Jahr zuvor das Gitarrensolo zu Robert Palmers Nummer-1-Hit Addicted to Love beigesteuert hatte.
Der überwiegende Teil der Bässe des Albums wurde nicht mit Bassgitarre, sondern von Eldritch mit Synthesizern eingespielt. Patricia Morrison spielte nur stellenweise (z. B. auf Driven like the Snow), ihr Erscheinen auf dem Album wurde später von Eldritch gänzlich in Frage gestellt. In einem Interview kommentierte er die Frage, ob Morrison überhaupt auf dem Album spielt, so: „Viele Leute nehmen das an, […] aber diese Annahme stelle ich ganz klar in Frage.“ Morrison sagte dazu später: „Jawohl, ich habe auf 'Floodland' gespielt, auch wenn Andrew einige meiner Parts überspielt hat.“
Das Pianostück 1959 wurde von Eldritch komplett mit einem Sequenzer konstruiert: „Das programmierte ich von der ersten bis zur letzten Note am Computer, ohne auch nur eine Pianotaste zu berühren.“
Die Drums wurden mit Hilfe eines Akai-S900-Samplers von verschiedenen Drumcomputern zusammengeschnitten. Der Tom-Sound stammte von einem Oberheim DMX, der schon bei First and Last and Always zum Einsatz gekommen war. Die restlichen Schlagzeugklänge (Basstrommel, Snare und Becken) stammten von einem Yamaha RX-5.

## Textlicher Inhalt
Die Songtexte schrieb Eldritch größtenteils im Mitternacht, seiner damaligen Stammkneipe auf St. Pauli: „Ich war dafür bekannt, daß ich dort stundenlang mit Stift und Papier saß.“
Zum Albumtitel meinte Eldritch: „Ich hab die Songs geschrieben und dachte dann erst später 'Mein Gott, da kommt ja überall Wasser drin vor!' Das hat offenbar was damit zu tun, daß ich hier lebe, denn in Hamburg ist überall Wasser.“
Das Kernstück des Albums, This Corrosion, bezieht sich auf die Auseinandersetzung zwischen Eldritch und den vorherigen Sisters-Mitgliedern, die jetzt The Mission waren. Der Text ist eine Parodie auf inhaltslose Klischee-Rocktexte im Allgemeinen und auf Mission-Sänger Wayne Hussey im Besonderen: 
 „Natürlich ist das an jemanden adressiert, und man muß kein Genie sein, um darauf zu kommen an wen, obwohl der Betroffene wahrscheinlich mal wieder länger braucht. […] Fast alles [vom Text] sollte man sich in Anführungsstrichen denken. Wäre aber zu verwirrend gewesen, das so abzudrucken.“ „Die Worte THIS CORROSION sind im Text groß geschrieben, denn es ist der Titel eines fremden Songs. Ich habe diese fiktive Band erfunden, zwinge sie, all diese Stupiditäten zu singen. […] Wayne würde sich zum Schreiben mit einem Buch voller Songtitel zurückziehen, auswählen, welche am besten klingen, und daraus einen Song puzzeln. Es braucht nichts zu sagen, muß nur gut klingen.“
Dominion/Mother Russia wurde von dem in Großbritannien sehr bekannten Gedicht Ozymandias inspiriert und zitiert auch eine Zeile daraus (Eldritch: „Der Song handelt davon, wie man an abstrusen Orten Monumente seiner persönlichen Macht errichtet, die dann langsam verfallen.“), der zweite Teil des Songs bezieht sich dagegen auf das Reaktorunglück in Tschernobyl, als „Mütterchen Rußland“ als Fallout über der nördlichen Hemisphäre niederging.
Lucretia My Reflection bezeichnete Eldritch als „meinen 'Willkommen an Bord, Patricia'-Song. […] Patricia kommt mir immer wie eine Lucrezia-hafte Person vor.“
In Flood I und Flood II benutzt Eldritch den Begriff der Flut als Metapher: „Es geht um Sex - zumindest in diesem Kontext. Die meisten Leute, wenn man mal drüber nachdenkt, werden ja nur unter ganz bestimmten Umständen nass […] Wasser ist etwas so Gewaltiges, deshalb ist eine Flut emotional gesehen ziemlich erregend.“
Driven like the Snow ist über Eldritchs Exfreundin Claire Shearsby: „Der Gesang ist hier nicht besonders gut, weil ich nie ganz bis zum Ende gekommen bin, ohne daß ich vorher abbrechen mußte. Es ist wie der Song 'Nine While Nine' auf dem ersten Album, es ist tatsächlich wie 'Nine While Nine' Teil 2. Geht eben zu sehr unter die Gürtellinie. […] Ich wollte den Song eigentlich gar nicht schreiben und erst recht nicht singen, aber ich glaube er erklärt ziemlich logisch warum es zur Trennung kommen mußte.“ „Ich wünsche mir oft, meine Songs wären nicht so persönlich.“
Zu Never Land erklärte Eldritch, es sei die Vision „der gesamten Erdbevölkerung, wie sie immer schneller werdend von einem undefinierbaren Punkt im Weltraum auf die Erde zurast. Man braucht eine Ewigkeit, um die Erde zu erreichen, hat zu diesem Zeitpunkt bereits fast geistige Vollkommenheit erlangt, und wenn man sein Ziel dann erreicht, schlägt man gar nicht auf dem Boden auf. Man ist so schnell, daß man einfach die Erde durchschlägt und zur anderen Seite wieder rauskommt, wo sich dann wieder eine Ewigkeit aus Nichts auftut. Ich habe einfach versucht, einen Song über diese Eindrücke zu schreiben.“ Die entsprechenden Textpassagen finden sich allerdings nur auf der 12-minütigen Langfassung des Songs, die erst 2006 veröffentlicht wurde.

## Verschiedene Versionen des Albums
- Die originale Vinylversion des Albums war auf den beiden LP-Seiten symmetrisch in jeweils vier Songs gegliedert. Die LP-Version von This Corrosion entspricht der Vinyl-Maxi-Single-Version.
- Die CD-Version enthält die längere CD-Single-Version von This Corrosion, die aber etwas früher ausgeblendet wird. Flood II hat ein etwas längeres Intro, Driven like the Snow ist ein Extended Remix. Die CD-Version hängte die beiden B-Seiten der This Corrosion-Single (Torch und Colours) als Extratracks an, sehr zum Ärger von Andrew Eldritch, der dadurch die ursprünglich beabsichtigte Symmetrie des Albums zerstört sah. Seine Bitte, die Extratracks auf CD-Nachpressungen wieder wegzulassen, wurde von der Plattenfirma ignoriert.
- Im Oktober 2006 erschien eine remasterte CD-Version des Albums mit noch zwei weiteren Extratracks: Emma und eine bisher unveröffentlichte fast zwölfminütige Version von Never Land.

## LP-Trackliste
1. Dominion/Mother Russia – 7:00
2. Flood I – 6:23
3. Lucretia My Reflection – 4:57
4. 1959 – 4:05
5. This Corrosion – 9:15
6. Flood II – 6:20
7. Driven Like the Snow – 4:40
8. Never Land (A Fragment) – 2:46

Alle Songs wurden komponiert von Andrew Eldritch.

## Kommerzieller Erfolg

### Chartplatzierungen
| ChartsChartplatzierungen       | Höchstplatzierung | Wochen |
| ------------------------------ | ----------------- | ------ |
| Deutschland (GfK)              | 32 (20 Wo.)       | 20     |
| Schweiz (IFPI)                 | 24 (3 Wo.)        | 3      |
| Vereinigte Staaten (Billboard) | 101 (16 Wo.)      | 16     |
| Vereinigtes Königreich (OCC)   | 9 (20 Wo.)        | 20     |